# ヘラルディーネ・ファン・デ・サンデ・バクホイゼン
ヘラルディーネ・ファン・デ・サンデ・バクホイゼン（Gerardine Jacoba van de Sande Bakhuyzen、1826年7月27日 - 1895年9月19日）は、オランダの画家である。花などの静物画を描いた。

## 略歴
デン・ハーグで生まれた。多くの芸術家や出版の仕事をした人物を出したバクホイゼン家の一族で、父親のヘンドリクス・ファン・デ・サンデ・バクホイゼン（1795-1860）は風景画家であった。弟のユリウス・ファン・デ・サンデ・バクホイゼン（1835-1925）も画家になった。弟と同じように父親から絵を学んだ。
1850年にフローニンゲンのミネルヴァ美術アカデミー（Academie Minerva）が開いた絵画コンクールの静物画部門に出展し、少額の賞金を得た。1857年にデン・ハーグの展覧会や1861年にアムステルダムの展覧会などで入賞した。
国外の展覧会にも何度か出展し、1880年のオーストラリアのメルボルン国際展覧会に出展した後、オーストラリアの収集家から注文を受け、1883年に開かれたアムステルダム国際植民地貿易博覧会に出展した。1893年のシカゴ万国博覧会の女性館で開かれた展覧会にも出展した。

## 作品

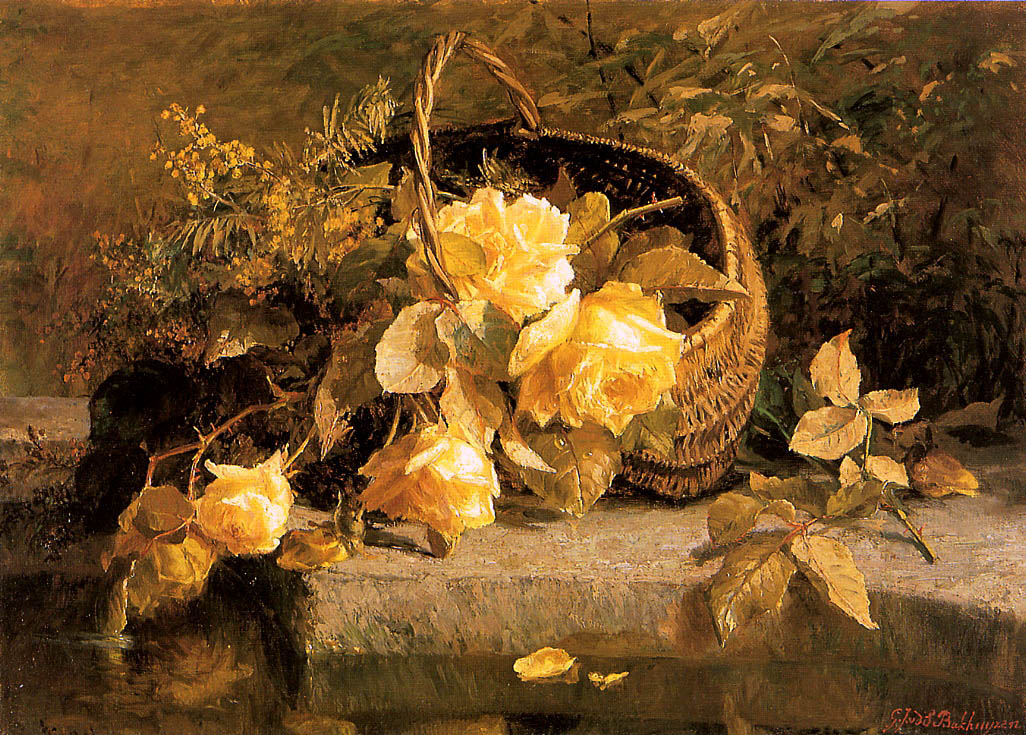
水辺の籠の花のある静物画 (1850s) 、個人蔵
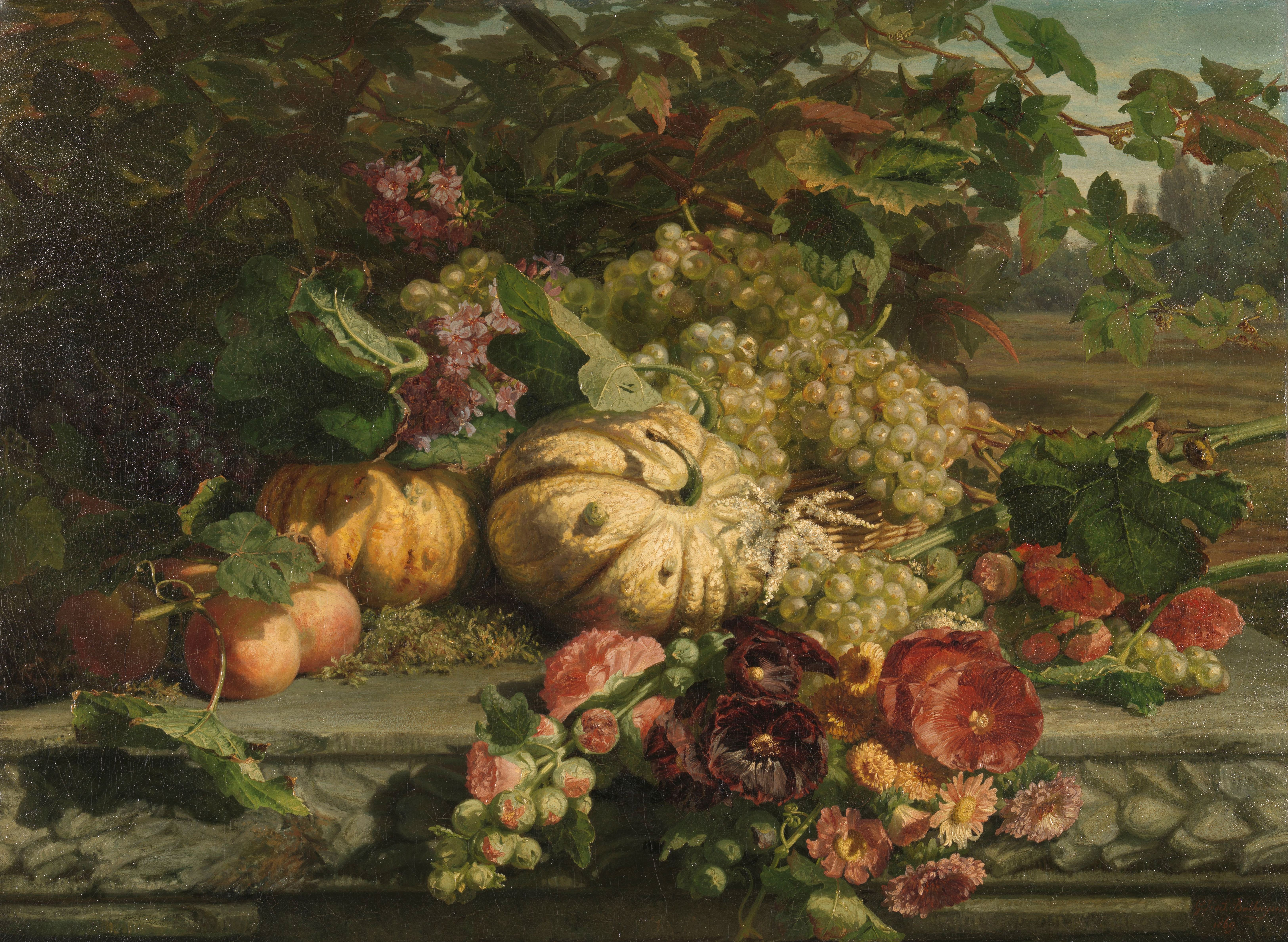
花と果物の静物画 (1869)
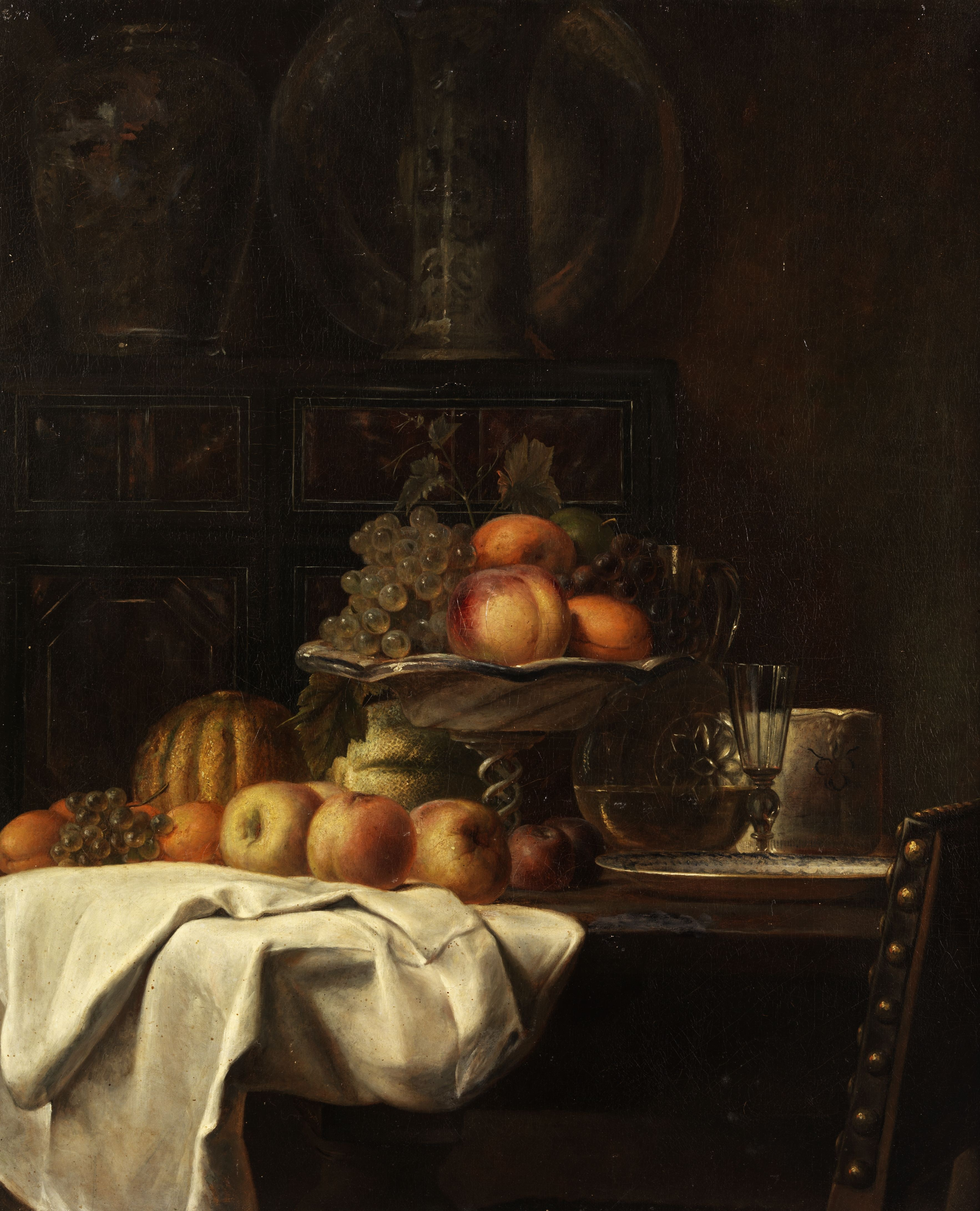
桃とブドウのある静物画
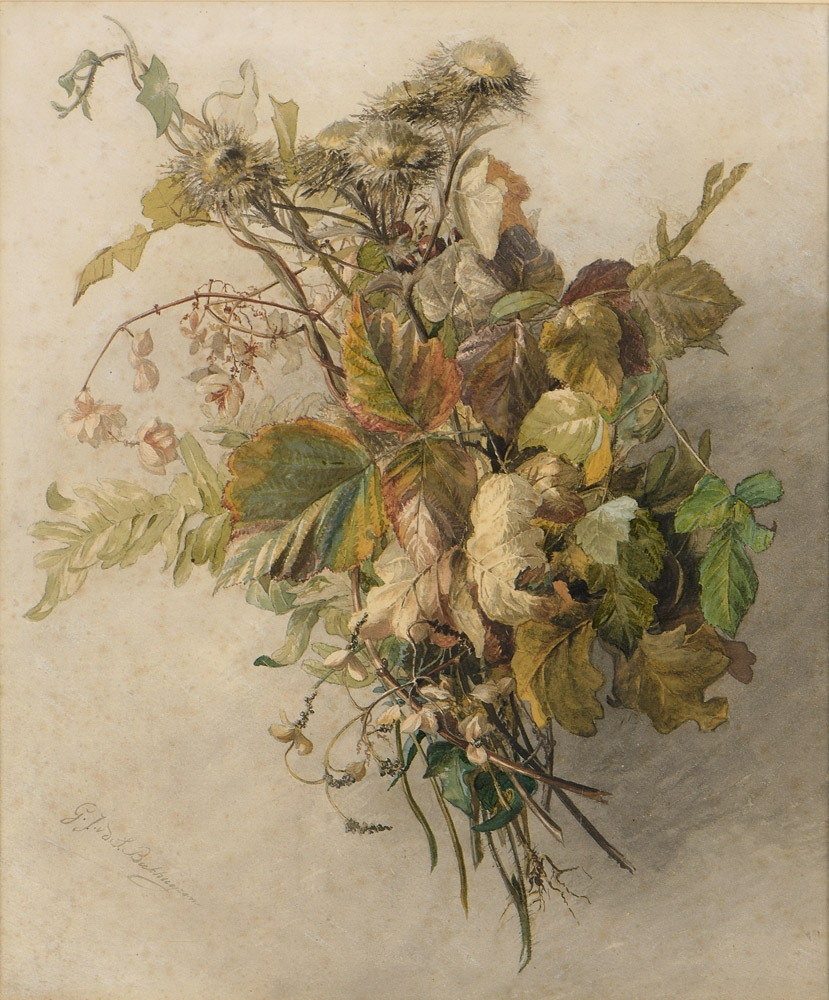
秋の花束